# 希腊远征军
希腊远征军（希臘語：Εκστρατευτικόν Σώμα Ελλάδος）是希臘在朝鲜战争期间為了相應联合国安全理事会第82号决议而向韓國派出的部隊。该部队由一个陆军步兵加强营和空军第13小队（7架C-47运输机）组成。希腊方面起初想派去一个旅；但在与美方商议后，希腊方面决定将部队规模降格为一个营，且该营受美陆军第1骑兵师指挥。希腊空军第13小队则负责支援美海军陆战队各师，为撤离后者的死伤者做出了贡献。休战后，希腊空军于1955年8月撤走，陆军单位则于同年12月撤走。联合国军中，希腊军队贡献出的兵力排在第5。
经历过希腊内战，对抗过共产党游击队的希腊部队将作战经验用在了朝鲜半島，他们还能熟练使用美制武器。由于自己国家的多山地貌与朝鲜半岛类似，他们很快便适应了新战场。
共有10255名希腊军事人员被派往朝鲜半岛。其中有186或187人于戰爭中阵亡，另有617人在戰爭中负伤。所有希腊阵亡者遗体都被送回了国。